# لكلوكة
لكلوكة هي حلويات تونسية مصنوعة من عجينة الزبيب والسمسم والسكر وزيت الزيتون.